# West Chester (Iowa)
Pour les articles homonymes, voir West Chester.
West Chester est une ville, du comté de Washington en Iowa, aux États-Unis. Elle est fondée en 1872 et incorporée le 17 avril 1899.

## Source de la traduction
- (en) Cet article est partiellement ou en totalité issu de l’article de Wikipédia en anglais intitulé « West Chester, Iowa » (voir la liste des auteurs).